# TL6
TL6 är en banddrivet terrängfordon som tillverkas av Scandinavian Terrain Vehicles (tidigare benämnt Berco).

## Historik
I samband med Polarforskningssekretariatets travers 1987/88 provades bandvagn 206 för första gången som dragfordon. 
Den högvarviga bensinmotorn visade sig olämplig för långvarig drift med tung last så men började leta efter en lågvarvig ersättare. Hägglunds höll samtidigt på med BV206S, och ett förlängt bandställ med ett extra hjulpar för att kunna bära högre last. Uppdraget att ta fram en civil variant med Svenska polarforskningsinstitutet som kund gick till Berco 1996. Resultatet blev en bandvagn med ett förlängt bandställ från BV206S, motor från Cummins, växellåda från Allison och en hytt från Volvo FL.
TL6 har sålts till Polarforskningssekretariatet, och de chilenska och norska polarforskingsinstituten, de första 2007.